# إليك كوان
إليك كوان هو دراج كندي، ولد في 19 نوفمبر 1996 في كالغاري في كندا.

## وصلات خارجية
- إليك كوان على موقع الاتحاد الدولي للدراجات (الإنجليزية)
- إليك كوان على موقع أرشيف الدراجات (الإنجليزية)
- إليك كوان على موقع إحصائيات الدراجات الإحترافية (الإنجليزية)
- إليك كوان على موقع نسبة الدراجات (الإنجليزية)